# Demokratyczne Forum Niemców w Rumunii
Demokratyczne Forum Niemców w Rumunii (rum. Forumul Democrat al Germanilor din România, FDGR, niem. Demokratisches Forum der Deutschen in Rumänien, DFDR) – rumuńska partia polityczna o profilu centrowym, reprezentująca mniejszość niemiecką.
Ugrupowanie powstało w okresie przemian politycznych w Rumunii na przełomie lat 80. i 90. W grudniu 1989 doszło do pierwszego spotkania działaczy niemieckich stowarzyszeń, na którym podjęto decyzję o powołaniu partii politycznej. W styczniu 1990 w Sybinie zorganizowano pierwszy kongres, w lutym tego samego roku doszło do rejestracji FDGR. Ugrupowanie stało się główną formacją mniejszości niemieckiej, popieraną jednak też przez osoby narodowości rumuńskiej, głównie w regionie Siedmiogrodu.
Forum od 1990 jest reprezentowane przez jednego posła w Izbie Deputowanych. W okresie od stycznia do grudnia 2007 członek tej izby Ovidiu Ganț zasiadał w Parlamencie Europejskim w ramach delegacji krajowej (jako jedyny przedstawiciel klubu mniejszości narodowych).
Głównym ośrodkiem wpływów ugrupowania jest okręg Sybin, wieloletnim liderem forum był Klaus Iohannis, burmistrz Sybina, w 2014 wybrany na urząd prezydenta Rumunii.

## Przewodniczący
- 1990–1992: Thomas Nägler
- 1992–1998: Paul Philippi
- 1998–2001: Wolfgang Wittstock
- 2001–2013: Klaus Iohannis
- od 2013: Paul-Jürgen Porr